# Liparis longipetala
Liparis longipetala är en orkidéart som beskrevs av Henry Nicholas Ridley. Liparis longipetala ingår i släktet gulyxnen, och familjen orkidéer. Inga underarter finns listade i Catalogue of Life.